# پروومایسکویه (شهرستان تویمازینسکی، باشقیرستان)
پروومایسکویه (انگلیسی: Pervomayskoye, Tuymazinsky District, Republic of Bashkortostan) یک شهرک در شهرستان تویمازینسکی استان باشقیرستان کشور روسیه است.